# Gran Premio Miguel Indurain 2005
Il Gran Premio Miguel Indurain 2005, quarantanovesima edizione della corsa e settima con questa denominazione, valida come evento dell'UCI Europe Tour 2005 categoria 1.1, si svolse il 2 aprile 2005 su un percorso totale di circa 191,5 km. Fu vinto dallo spagnolo Javier Pascual Rodríguez che terminò la gara in 5h04'23", alla media di 37,748 km/h.
Partenza con 146 ciclisti, dei quali 66 portarono a termine il percorso.

## Ordine d'arrivo (Top 10)
| Pos. | Corridore            | Squadra       | Tempo    |
| ---- | -------------------- | ------------- | -------- |
| 1    | Javier Rodríguez     | C. Valenciana | 5h04'23" |
| 2    | Alejandro Valverde   | Illes Balears | a 9"     |
| 3    | Ángel Vicioso        | Liberty Seg.  | s.t.     |
| 4    | Egoi Martínez        | Euskaltel     | s.t.     |
| 5    | Ricardo Serrano      | Kaiku         | s.t.     |
| 6    | David Blanco         | C. Valenciana | s.t.     |
| 7    | Matthias Kessler     | T-Mobile Team | s.t.     |
| 8    | Dionisio Galparsoro  | Kaiku         | s.t.     |
| 9    | Pedro Arreitunandia  | Barloworld    | s.t.     |
| 10   | Leonardo Bertagnolli | Cofidis       | s.t.     |